# Фальк, Густав Германович
Густав Германович Фальк (30 января [11 февраля] 1855 — 18 сентября 1924) — хирург, заведующий хирургическим отделением Ярославской губернской земской больницы (1895—1912).

## Биография
Родился 30 января (11 февраля) 1855 года в семье принявших русское подданство немцев. Окончил Ярославскую классическую гимназию. В 1873 году окончил Санкт-Петербургскую медико-хирургическую академию со званием лекаря.
В студенческие годы каникулы проводил работая в хирургическом отделении Ярославской губернской земской больницы под руководством Василия Фёдоровича Линденбаума. После учёбы принят в это отделение сверхштатным ординатором. Несколько раз выезжал за границу для усовершенствования. В 1890 году стал штатным ординатором.
Со смертью Линденбаума, в 1895—1912 годах возглавлял отделение. Продолжая начинание Линденбаума, внедрившего в практику хирургического отделения антисептику, перешёл уже на асептику. Установил первый в городе рентгеновский кабинет, внедрил при этом цистоскопию и электрокоагуляцию. Внедрил методы инструментального обследования и лечения больных, применял новые методы в хирургии. При нём активно начинают делать операции на органах брюшной полости, мочеполовых органах, распространяется оперативное лечение больных амбулаторно.
Также преподавал в фельдшерско-акушерской школе, вёл курс хирургии в Фёдоровской общине сестёр милосердия, а в последние перед смертью годы — курс хирургии на медицинском факультете Ярославского университета. Активный член Ярославского общества врачей.
Оставил только две работы: «О ранах и воспалении» в виде бесед курса подготовки медицинских сестёр и перевод с немецкого языка известной книги «Пассивная гиперемия как метод лечения».
В 1908 году заразился во время проведения операции и едва не умер от септикопиемии. В последние годы болел артериосклерозом, миокардитом и стенокардией. Скончался 18 сентября 1924 года.
Награждён Союзом Всемедикосантруда званием Красного Героя Труда с выдачей Похвальной грамоты за сорок лет «беспорочного служения медицине».
Брат Эдуард Фальк — российский журналист, издатель, редактор.
Внук, Олег Сергеевич Антонов (1928—2008) — доктор медицинских наук, профессор кардиологии, профессор радиологии.